# Dobitnici Porina 2025.
Porin 2025. glazbena je nagrada Porin za prethodnu 2024. godinu.
Dodjeljuje se za glazbeni rad, a održat će se 28. ožujka 2025. u Karlovcu uz izravan dijela svečanosti na Hrvatskoj radio–televiziji i Hrvatskom radiju.
Nagrada će se ove godine dodijeliti 32 kategorije. Objava nominiranih za 32. glazbenu nagradu Porin održala se 12. veljače 2025. u zagrebačkom restoranu Spoon. Voditeljica svečanosti objave nominacija bila je Martina Validžić. U kandidacijskom postupku bilo je prijavljeno 312 album i 605 pjesama, a za kategoriju Novi izvođač 73 izvođač.

## Nominirani

### Nominacije u kategoriji br. 1 – Album godine
| Album             | Izvođač       | Glazbeni producent                                                                    | Nakladnik                  |
| ----------------- | ------------- | ------------------------------------------------------------------------------------- | -------------------------- |
| Do zvijezda       | Chui          | Toni Starešinić, Ivan Božanić                                                         | Dancing Bear               |
| Društvena pravila | Mia Dimšić    | Ivan Pešut, Ante Gelo, Bojan Šalamon Shalla, Vedran Baotić, Neno Belan, Igor Ivanović | Croatia Records            |
| FM/AM             | Pavel         | Jere Šešelja                                                                          | Dallas Records             |
| Vjerujem u čuda   | Psihomodo pop | Srđan Sekulović Skansi                                                                | Dallas Records / 3PM Media |
| Zadnji dan ljeta  | Natali Dizdar | Roko Crnić, Hrvoje Klemenčić                                                          | Aquarius Records           |

### Nominacije u kategoriji br. 2 – Pjesma godine
| Skladba                 | Autor glazbe/teksta                     | Album           | Izvođač                                 | Nakladnik                        |
| ----------------------- | --------------------------------------- | --------------- | --------------------------------------- | -------------------------------- |
| Ako ne znaš šta je bilo | Marko Perković Thompson / Neno Ninčević | singl           | Marko Perković Thompson i Hrvatske ruže | Croatia Records                  |
| Drvo                    | Zlatan Stipišić                         | singl           | Gibonni                                 | Dallas Records                   |
| Kažu svi da izmišljam   | Damir Urban                             | singl           | Ana Širić feat. Damir Urban             | Aquarius Records / Cepelin Media |
| Rim Tim Tagi Dim        | Marko Purišić                           | singl           | Baby Lasagna                            | Universal Music Hrvatska         |
| Vjerujem u čuda         | Davor Gobac                             | Vjerujem u čuda | Psihomodo pop                           | Dallas Records / 3PM Media       |

### Nominacije u kategoriji br. 3 – Novi izvođač godine
| Izvođač        | Nakladnik                |
| -------------- | ------------------------ |
| Ana Širić      | Aquarius Records         |
| Baby Lasagna   | Universal Music Hrvatska |
| Martin Kosovec | Universal Music Hrvatska |

### Nominacije u kategoriji br. 4 – Najbolji album zabavne glazbe
| Album                 | Izvođač                        | Glazbeni producent                                   | Nakladnik       |
| --------------------- | ------------------------------ | ---------------------------------------------------- | --------------- |
| Lipo mi je tu         | Rišpet                         | Leo Škaro                                            | Hit Records     |
| Ostala si ljubav moja | Dalibor Brun                   | Duško Rapotec Ute                                    | Croatia Records |
| Zbog tebe vjerujem    | Željko Krušlin Kruška i Latino | Leo Škaro, Duško Mandić, Martin Žunec, Toni Eterović | Croatia Records |

### Nominacije u kategoriji br. 5 – Najbolji album pop glazbe
| Album             | Izvođač       | Glazbeni producent                                                                    | Nakladnik        |
| ----------------- | ------------- | ------------------------------------------------------------------------------------- | ---------------- |
| Društvena pravila | Mia Dimšić    | Ivan Pešut, Ante Gelo, Bojan Šalamon Shalla, Vedran Baotić, Neno Belan, Igor Ivanović | Croatia Records  |
| FM/AM             | Pavel         | Jere Šešelja                                                                          | Dallas Records   |
| Zadnji dan ljeta  | Natali Dizdar | Roko Crnić, Hrvoje Klemenčić                                                          | Aquarius Records |

### Nominacije u kategoriji br. 6 – Najbolji album rock glazbe
| Album               | Izvođač       | Glazbeni producent     | Nakladnik                  |
| ------------------- | ------------- | ---------------------- | -------------------------- |
| Albun               | Šo!Mazgoon    | Bojan Kotzmuth         | Mudri Brk                  |
| Everyone else is OK | Jonathan      | Matej Zec              | LAA                        |
| Vjerujem u čuda     | Psihomodo pop | Srđan Sekulović Skansi | Dallas Records / 3PM Media |

### Nominacije u kategoriji br. 7 – Najbolji album alternativne glazbe
| Album       | Izvođač         | Glazbeni producent            | Nakladnik     |
| ----------- | --------------- | ----------------------------- | ------------- |
| Do zvijezda | Chui            | Toni Starešinić, Ivan Božanić | Dancing Bear  |
| Katarza     | Kensington Lima | Josip Radić                   | Mudri Brk     |
| Prolaznici  | Miriiam         | Leonard Klaić                 | Basic & Rough |

### Nominacije u kategoriji br. 8 – Najbolji album jazz glazbe
| Album         | Izvođač               | Glazbeni producent | Nakladnik       |
| ------------- | --------------------- | ------------------ | --------------- |
| Eleven        | Zvjezdan Ružić Sextet | Zvjezdan Ružić     | Nota Bene Music |
| Introspective | Vedran Ružić          | Vedran Ružić       | Dallas Records  |
| Waking up     | Filip Pavić           | Filip Pavić        | Nota Bene Music |

### Nominacije u kategoriji br. 9 – Najbolji album klapske glazbe
| Album          | Izvođač      | Glazbeni producent | Nakladnik       |
| -------------- | ------------ | ------------------ | --------------- |
| 50             | Klapa Šufit  | Leo Škaro          | Croatia Records |
| Božićne besede | Klapa Cambi  | Mojmir Čačija      | Scardona        |
| Nima te        | Klapa Rišpet | Leo Škaro          | Hit Records     |

### Nominacije u kategoriji br. 10 – Najbolji album tamburaške glazbe
| Album                   | Izvođač        | Glazbeni producent | Nakladnik       |
| ----------------------- | -------------- | ------------------ | --------------- |
| Na putu                 | Slavonske Lole | Igor Križanović    | Croatia Records |
| Tamburaška rapsodija    | Gazde          | Branimir Jovanovac | Croatia Records |
| Veselo veselo tamburaši | Dike           | Branimir Jovanovac | Croatia Records |

### Nominacije u kategoriji br. 11 – Najbolji album folklorne i etno glazbe
| Album                | Izvođač         | Glazbeni producent | Nakladnik       |
| -------------------- | --------------- | ------------------ | --------------- |
| Dalmatinska svitanja | Klapa Maslina   | Mojmir Čačija      | Scardona        |
| Narodni pevači       | Various Artists | Various Producers  | Croatia Records |
| Zvuci rodnog kraja   | Ansambl Lado    | Bojan Pogrmilović  | Croatia Records |

### Nominacije u kategoriji br. 12 – Najbolji instrumentalni album
| Album            | Izvođač        | Glazbeni producent | Nakladnik       |
| ---------------- | -------------- | ------------------ | --------------- |
| Balade i romanse | Matija Dedić   | Matija Dedić       | Croatia Records |
| Guitar stories   | Ante Gelo      | Ante Gelo          | Nota Bene Music |
| Piana            | Zvjezdan Ružić | Zvjezdan Ružić     | Nota Bene Music |

### Nominacije u kategoriji br. 13 – Najbolji album dječje glazbe
| Album           | Izvođač             | Glazbeni producent                         | Nakladnik       |
| --------------- | ------------------- | ------------------------------------------ | --------------- |
| Čudesna šuma    | Various Artists     | Ivanka Mazurkijević, Damir Martinović Mrle | Dancing Bear    |
| Moj prvi album  | Mia Negovetić       | Goran Kovačić                              | Croatia Records |
| Pjesme za djecu | Ivanka Mazurkijević | Damir Martinović Mrle                      | Dancing Bear    |

### Nominacije u kategoriji br. 14 – Najbolja muška vokalna izvedba
| Izvođač                 | Skladba                 | Album | Nakladnik        |
| ----------------------- | ----------------------- | ----- | ---------------- |
| Gibonni                 | Drvo                    | singl | Dallas Records   |
| Marko Perković Thompson | Ako ne znaš šta je bilo | singl | Croatia Records  |
| Massimo                 | Mali krug velikih ljudi | singl | Aquarius Records |

### Nominacije u kategoriji br. 15 – Najbolja ženska vokalna izvedba
| Izvođač       | Skladba           | Album             | Nakladnik        |
| ------------- | ----------------- | ----------------- | ---------------- |
| Mia Dimšić    | Društvena pravila | Društvena pravila | Croatia Records  |
| Natali Dizdar | Zadnji dan ljeta  | Zadnji dan ljeta  | Aquarius Records |
| Vanna         | Puna memorija     | singl             | Croatia Records  |

### Nominacije u kategoriji br. 16 – Najbolja vokalna suradnja
| Izvođači                         | Skladba               | Album | Nakladnik                        |
| -------------------------------- | --------------------- | ----- | -------------------------------- |
| Ana Širić feat. Damir Urban      | Kažu svi da izmišljam | singl | Aquarius Records / Cepelin Media |
| Baby Lasagna feat. Marko Purišić | Rim Tim Tagi Dim      | singl | Universal Music Hrvatska         |
| Tony Cetinski & Massimo          | Zajedno               | singl | Hit Records                      |

### Nominacije u kategoriji br. 17 – Najbolji aranžman
| Skladba               | Aranžer       | Izvođač                     | Album | Nakladnik                        |
| --------------------- | ------------- | --------------------------- | ----- | -------------------------------- |
| Drvo                  | Elvis Stanić  | Gibonni                     | singl | Dallas Records                   |
| Kažu svi da izmišljam | Damir Urban   | Ana Širić feat. Damir Urban | singl | Aquarius Records / Cepelin Media |
| Rim Tim Tagi Dim      | Marko Purišić | Baby Lasagna                | singl | Universal Music Hrvatska         |

### Nominacije u kategoriji br. 18 – Najbolja produkcija
| Album           | Producent                     | Izvođač       | Nakladnik                  |
| --------------- | ----------------------------- | ------------- | -------------------------- |
| Do zvijezda     | Toni Starešinić, Ivan Božanić | Chui          | Dancing Bear               |
| FM/AM           | Jere Šešelja                  | Pavel         | Dallas Records             |
| Vjerujem u čuda | Srđan Sekulović Skansi        | Psihomodo pop | Dallas Records / 3PM Media |

### Nominacije u kategoriji br. 19 – Najbolji album godine
| Album           | Izvođač         | Glazbeni producent     | Nakladnik                  |
| --------------- | --------------- | ---------------------- | -------------------------- |
| FM/AM           | Pavel           | Jere Šešelja           | Dallas Records             |
| Katarza         | Kensington Lima | Josip Radić            | Mudri Brk                  |
| Vjerujem u čuda | Psihomodo pop   | Srđan Sekulović Skansi | Dallas Records / 3PM Media |

### Nominacije u kategoriji br. 20 – Pjesma godine
| Skladba               | Izvođač                     | Autor glazbe            | Autor teksta            | Nakladnik                        |
| --------------------- | --------------------------- | ----------------------- | ----------------------- | -------------------------------- |
| Drvo                  | Gibonni                     | Zlatan Stipišić Gibonni | Zlatan Stipišić Gibonni | Dallas Records                   |
| Kažu svi da izmišljam | Ana Širić feat. Damir Urban | Damir Urban             | Damir Urban             | Aquarius Records / Cepelin Media |
| Rim Tim Tagi Dim      | Baby Lasagna                | Marko Purišić           | Marko Purišić           | Universal Music Hrvatska         |

### Nominacije u kategoriji br. 21 – Novi izvođač godine
| Izvođač      | Album / singl                 | Nakladnik                        |
| ------------ | ----------------------------- | -------------------------------- |
| Ana Širić    | Kažu svi da izmišljam (singl) | Aquarius Records / Cepelin Media |
| Baby Lasagna | Rim Tim Tagi Dim (singl)      | Universal Music Hrvatska         |
| Miriiam      | Prolaznici (album)            | Basic & Rough                    |

### Nominacije u kategoriji br. 22 – Najbolji album rock glazbe
| Album           | Izvođač            | Glazbeni producent     | Nakladnik                  |
| --------------- | ------------------ | ---------------------- | -------------------------- |
| Radio Lulu      | Vlatko Stefanovski | Vlatko Stefanovski     | Croatia Records            |
| Katarza         | Kensington Lima    | Josip Radić            | Mudri Brk                  |
| Vjerujem u čuda | Psihomodo pop      | Srđan Sekulović Skansi | Dallas Records / 3PM Media |

### Nominacije u kategoriji br. 23 – Najbolji album alter glazbe
| Album        | Izvođač         | Glazbeni producent           | Nakladnik       |
| ------------ | --------------- | ---------------------------- | --------------- |
| FM/AM        | Pavel           | Jere Šešelja                 | Dallas Records  |
| Put do zlata | Seine           | Ivan Laić, Dimitrij Petrović | Moonlee Records |
| Katarza      | Kensington Lima | Josip Radić                  | Mudri Brk       |

### Nominacije u kategoriji br. 24 – Najbolji album pop glazbe
| Album       | Izvođač        | Glazbeni producent | Nakladnik        |
| ----------- | -------------- | ------------------ | ---------------- |
| Moj svijet  | Nina Badrić    | Predrag Martinjak  | Aquarius Records |
| Dalmatinka  | Doris Dragović | Tonči Huljić       | Croatia Records  |
| Tragom duše | Matija Cvek    | Igor Geržina       | Menart           |

### Nominacije u kategoriji br. 25 – Najbolji album zabavne glazbe
| Album             | Izvođač        | Glazbeni producent  | Nakladnik       |
| ----------------- | -------------- | ------------------- | --------------- |
| Dalmatinske priče | Klapa Rišpet   | Joško Čagalj – Jole | Scardona        |
| Vrijeme ljubavi   | Dražen Zečić   | Ante Gelo           | Croatia Records |
| More ljubavi      | Mladen Grdović | Branimir Mihaljević | Hit Records     |

### Nominacije u kategoriji br. 26 – Najbolji album klapske glazbe
| Album            | Izvođač       | Glazbeni producent | Nakladnik       |
| ---------------- | ------------- | ------------------ | --------------- |
| Klapska priča    | Klapa Cambi   | Tedi Spalato       | Scardona        |
| Biseri Dalmacije | Klapa Intrade | Ivica Badurina     | Croatia Records |
| Zauvijek klapa   | Klapa Šufit   | Duško Tambača      | Hit Records     |

### Nominacije u kategoriji br. 27 – Najbolji album jazz glazbe
| Album             | Izvođač       | Glazbeni producent | Nakladnik        |
| ----------------- | ------------- | ------------------ | ---------------- |
| Jazz u duši       | Matija Dedić  | Matija Dedić       | Croatia Records  |
| Sax & Soul        | Igor Geržina  | Igor Geržina       | Aquarius Records |
| Blue Note Stories | Joe Kaplowitz | Joe Kaplowitz      | Menart           |

### Nominacije u kategoriji br. 28 – Najbolji album folklorne i etno glazbe
| Album           | Izvođač                | Glazbeni producent | Nakladnik       |
| --------------- | ---------------------- | ------------------ | --------------- |
| Pisme stare     | Zvonko Bogdan          | Zvonko Bogdan      | Croatia Records |
| Korijeni        | Dunja Knebl & Kololira | Dunja Knebl        | Nota Bene       |
| Zvuci tradicije | Ansambl Lado           | Lado               | Croatia Records |

### Nominacije u kategoriji br. 29 – Najbolji album dječje glazbe
| Album         | Izvođač           | Glazbeni producent | Nakladnik       |
| ------------- | ----------------- | ------------------ | --------------- |
| Mali svijet   | Ivana Kindl       | Ivana Kindl        | Croatia Records |
| Djeca svijeta | Klinci s Ribnjaka | Mario Domazet      | Hit Records     |
| Pjevaj s nama | Zbor Kikići       | Ana Vilenica       | Menart          |

### Nominacije u kategoriji br. 30 – Najbolja instrumentalna izvedba
| Skladba         | Izvođač            | Autor glazbe       | Nakladnik        |
| --------------- | ------------------ | ------------------ | ---------------- |
| Tango Nostalgia | Matija Dedić       | Matija Dedić       | Croatia Records  |
| Blues for You   | Elvis Stanić       | Elvis Stanić       | Aquarius Records |
| Echoes          | Vlatko Stefanovski | Vlatko Stefanovski | Croatia Records  |

### Nominacije u kategoriji br. 31 – Najbolji video broj
| Skladba               | Izvođač                     | Redatelj               | Produkcija                       |
| --------------------- | --------------------------- | ---------------------- | -------------------------------- |
| Drvo                  | Gibonni                     | Radislav Jovanov Gonzo | Croatia Records                  |
| Rim Tim Tagi Dim      | Baby Lasagna                | Dalibor Barić          | Universal Music Hrvatska         |
| Kažu svi da izmišljam | Ana Širić feat. Damir Urban | Filip Filković Philatz | Aquarius Records / Cepelin Media |

### Nominacije u kategoriji br. 32 – Najbolje likovno oblikovanje albuma
| Album        | Izvođač      | Dizajner      | Nakladnik       |
| ------------ | ------------ | ------------- | --------------- |
| FM/AM        | Pavel        | Ana Kovačić   | Dallas Records  |
| Put do zlata | Seine        | Sven Sorić    | Moonlee Records |
| Jazz u duši  | Matija Dedić | Vanja Cuculić | Croatia Records |

## Vanjske poveznice
- Službena stranica
- HDS